# Edward Cullen

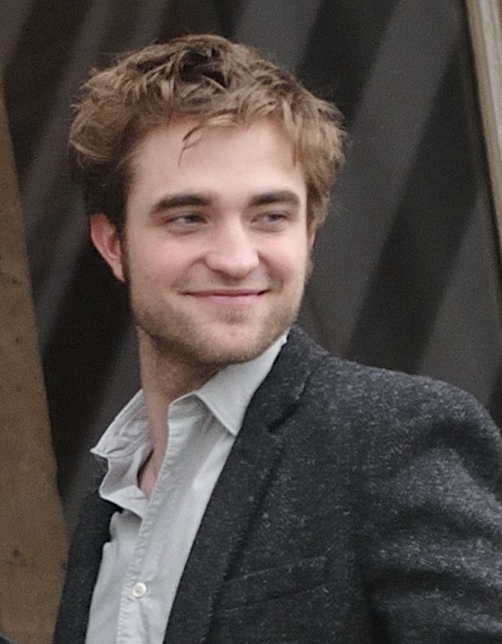
I Twilight-filmerna spelas Edward Cullen av Robert Pattinson.

Edward Cullen (Edward Anthony Masen Cullen) är en fiktiv person och en av huvudpersonerna i bokserien Twilight. Han är en vampyr som blir förälskad i en människa, Isabella "Bella" Swan.
Twilight är en bokserie i fyra delar skriven av Stephenie Meyer. Seriens fyra delar heter Om jag kunde drömma (Twilight), När jag hör din röst (New Moon), Ljudet av ditt hjärta (Eclipse) och Så länge vi båda andas (Breaking Dawn). 
Robert Pattinson har rollen som Edward Cullen i filmerna som baseras på bokserien. Den första filmen (Twilight) hade premiär i Sverige den 21 november 2008. Den andra filmen (New Moon) hade premiär i Sverige den 20 november 2009. Den tredje filmen (Eclipse) hade premiär i Sverige den 30 juni 2010. Den fjärde boken (Breaking Dawn) har filmatiserats i två delar, som hade premiär 2011 och 2012.

## Karaktär
Edward föddes den 20 juni 1901 i Chicago, Illinois. Han blev biten av vampyren Carlisle Cullen och förvandlades själv till vampyr när han låg inför döden i spanska sjukan på ett sjukhus i Chicago år 1918. Carlisle gjorde detta efter att ha vårdat Edwards föräldrar utan att kunna rädda dem. På sin dödsbädd bad Edwards mor Elisabeth Masen honom att göra allt som krävdes för att rädda hennes son. Carlise omvandlade därför Edward till vampyr för att han inte skulle dö. Sedan dess förblir han för alltid 17 år. Edward blev som vampyr en i familjen Cullen och betraktar närmast Carlisle som sin far.

## Böcker
1. Om jag kunde drömma
2. När jag hör din röst
3. Ljudet av ditt hjärta
4. Så länge vi båda andas

## Filmer
1. Twilight
2. The Twilight Saga: New Moon
3. The Twilight Saga: Eclipse
4. The Twilight Saga: Breaking Dawn - Part 1
5. The Twilight Saga: Breaking Dawn - Part 2